# Banja Loka
Banja Loka – wieś w Słowenii, w gminie Kostel. W 2018 roku liczyła 41 mieszkańców.